# 毎日が夏休み
『毎日が夏休み』（まいにちがなつやすみ）は、大島弓子の少女漫画作品。
1994年に金子修介監督によって映画化された。

## 概要
初出は1988年「ASUKA」7月号。作者の大島はこの作品を執筆中、熱と咳が出て苦しみ、『家庭の医学』で確認したところインフルエンザでいかなる薬もきかない、ただ安静にしていることのみ有効と書いてあったという。しかしネーム作成中であったため安静にはできず、気管支の呼吸困難に苦しんだ末に救急車を呼ぼうということに決めたが、身のまわりを片づけている間にカップが落ちた音がきっかけでいくぶんのどが楽になり空気が通りやすくなって、締め切りに間に合い仕上げることのできた作品であったと語っている。

## ストーリー
私立中学生の林海寺スギナは、10年前に離婚した母と、その再婚相手で同じく離婚経験者の成雪との三人暮らし。こぎれいなニュータウンに暮らしているが家族との会話は少ない。いじめが原因で学校に行かなくなったスギナは、偽造した成績表を母に見せて優等生を演じつつ、学校に行くふりをして毎日を公園で過ごしていたが、ある日その公園で新聞を読んでいた成雪と出会う。実は成雪も会社との方針があわず退職していたのだった。
互いの境遇を語り合ったふたりは帰宅すると母親に真実をうちあけるが、母親は世間体ばかりを気にして二人の気持ちに寄り添おうとしない。
スギナを学校に通わせるより自分の手元に置いた方が彼女のためになると判断した成雪は、成雪が社長、スギナが副社長のなんでも屋の林海寺社を設立し、二人は働き始める。
成雪がむやみやたらに仕事の案内状を送ったため、成雪の初婚相手の草本紅子から仕事の依頼が入ったり、母の初婚相手で母が忌み嫌っている江島わたるから娘を心配する電話がかかってきたりし、母親のいらいらは増す。
一計を案じた母は赤坂のクラブのホステスとして働き始め、その高給を使ってなんでも屋の夫と娘を雇い、家事全般をさせることで、二人が外で働くことを阻止して世間体を維持しようとするが、仕事の腕を上げていたふたりは手早く家事をすませると他の仕事にでかけるので、母のもくろみはうまくいかない。
早朝に家事をすませ、朝食後は成雪が教師役となって授業をし、それから仕事にでかけるのがふたりの毎日の日課となる。
ある日、紅子の家が火災で燃えているのをテレビで知った成雪は、彼女が大切にしていたものを運びだそうとかけつけ、大やけどを負って入院する。一方、過労と心労で倒れた母も入院し、二人は同じ病室に入ることになる。病室で成雪がつぶやいた「回復した時ははじめからやりなおせばいい　もし死ぬようなことがあればいっしょに死のう」という言葉に胸を打たれた母は心を和らげる。入院費用や家のローンについては裕福な江島が援助してくれることになる。
二人は無事退院し、やがて林海寺社は成長を遂げて大企業となった。成雪は引退し、今はスギナが社長となっている。スギナは若い頃の父の授業を思い出し、お茶を飲みながら様々なことを成雪から教えられ、語り合ったことを「永遠の夏休み」のようだったと思うのだった。

## 映画
1994年製作の日本映画。金子修介の監督作品。
主役・スギナ役の佐伯日菜子の映画デビュー作であり、戸田恵子の女優デビュー作でもある。
キネマ旬報ベストテン10位。

### 製作
企画は金子修介。金子がサンダンス・カンパニーの古澤利夫（藤崎貞利）に企画を持ち込んだが、なかなか出資してくれる企業がなく、ようやくパイオニアLDC時代の真木太郎が窓口をやってくれ、同社の出資が決まり、映画が製作された。

### キャスト
- 林海寺スギナ：佐伯日菜子
- 林海寺成雪：佐野史郎
- 林海寺良子：風吹ジュン
- 草本紅子：高橋ひとみ
- 小林：益岡徹
- 小林夫人：黒田福美
- 渡辺夫人：一城みゆ希
- 三塚夫人：阿知波悟美
- 河本夫人：千うらら
- 宇野部長：上田耕一
- 朝井先生：戸田恵子
- 学校の職員：林キセ子
- 盛崎夫人：石井トミコ
- 江島渡：小野寺昭

### スタッフ
- 監督・脚本：金子修介
- 製作：藤峰貞利
- 製作総指揮：青木雅美
- 撮影：柴崎幸三
- 美術：及川一
- 音楽：大谷幸
- 主題歌：鈴木トオル「時間のない街」

### エピソード
- 『デスノート』のL役を演じることとなった松山ケンイチは役作りに悩み、監督の金子の過去の作品の中から、成雪を演じる佐野史郎の演技に着目し、金子の許しを得て佐野の演技を参考に、難しいLのキャラクター像を作り上げた[4]。
- 主演の佐伯日菜子は『静かな生活』に出演した際、監督の伊丹十三から「日菜子はあんなにいい映画でデビューしたんだから、このあとも映画女優をしっかりとがんばりなさい」と激励の言葉をかけられたという。その話を後日聞いて一番驚いたのは、監督の金子修介である[5]。